# Alba Adriática
Alba Adriática S.L. es una empresa española productora de series televisivas, encargada de contratos de actores, decorado, iluminación etc.
Es una empresa perteneciente al Grupo José Luis Moreno.

## Series de televisión
| Serie                   | Inicio                   | Final                   | Género         | Canal     | Temporadas                   | Estado            |
| ----------------------- | ------------------------ | ----------------------- | -------------- | --------- | ---------------------------- | ----------------- |
| Aquí no hay quien viva  | 7 de septiembre de 2003  | 6 de julio de 2006      | Comedia        | Antena 3  | 5 temporadas, 90 episodios   | Finalizada        |
| La sopa boba            | 24 de mayo de 2004       | 3 de diciembre de 2004  | Telenovela     | Antena 3  | 2 temporadas, 109 episodios  | Finalizada        |
| A tortas con la vida    | 30 de agosto de 2005     | 29 de abril de 2006     | Comedia        | Antena 3  | 2 temporadas, 28 episodios   | Finalizada        |
| Planta 25               | 29 de noviembre de 2006  | 28 de abril de 2008     | Drama          | FORTA     | 2 temporadas, 66 episodios   | Finalizada        |
| La que se avecina       | 22 de abril de 2007      | 4 de agosto de 2010     | Comedia        | Telecinco | 4 temporadas, 54 episodios   | Cambio Productora |
| Escenas de matrimonio   | 1 de agosto de 2007      | 30 de agosto de 2009    | Sketches       | Telecinco | 10 temporadas, 465 episodios | Finalizada        |
| ¡A ver si llego!        | 25 de enero de 2009      | 22 de febrero de 2009   | Comedia        | Telecinco | 1 temporada, 6 episodios     | Finalizada        |
| Escenas de matrimonio 2 | 21 de diciembre de 2009  | 4 de febrero de 2010    | Sketches       | Telecinco | 1 temporadas, 16 episodios   | Finalizada        |
| Las chicas de oro       | 13 de septiembre de 2010 | 6 de diciembre de 2010  | Comedia        | La 1      | 1 temporadas, 25 episodios   | Finalizada        |
| Aquí me las den todas   | 7 de marzo de 2011       | 6 de julio de 2011      | Sketches       | VEO TV    | 2 temporadas, 87 episodios   | Finalizada        |
| Cuñados                 | 26 de septiembre de 2011 | 6 de septiembre de 2012 | Comedia        | Telecinco | 2 temporadas, 12 episodios   | Finalizada        |
| Esposados               | 7 de julio de 2013       | 1 de septiembre de 2013 | Sketches       | Telecinco | 1 temporada, 7 episodios     | Finalizada        |
| Reinas                  | 24 de enero de 2017      | 28 de febrero de 2017   | Drama de época | La 1      | 1 temporada, 6 episodios     | Finalizada        |

## Programas de televisión
| Programa                | Inicio                  | Final                   | Canal        | Temporadas                 | Estado     |
| ----------------------- | ----------------------- | ----------------------- | ------------ | -------------------------- | ---------- |
| Noche de fiesta         | 10 de abril de 1999     | 5 de junio de 2004      | La 1         | 5 temporadas, ¿? programas | Finalizada |
| Noche sensacional       | 24 de marzo de 2007     | 7 de enero de 2012      | FORTA / 13TV | 5 temporadas, ¿? programas | Finalizada |
| La noche en Paz         | 24 de diciembre de 2009 | 31 de diciembre de 2016 | Telecinco    | 9 temporadas, 17 programas | Finalizada |
| Reyes y estrellas       | 5 de enero de 2012      | 5 de enero de 2017      | La 1         | 3 temporadas, 3 programas  | Finalizada |
| Sábado sensacional      | 9 de agosto de 2014     | 9 de agosto de 2014     | La 1         | 1 temporada, 1 programa    | Finalizada |
| La Alfombra Roja Palace | 21 de marzo de 2015     | 18 de abril de 2015     | La 1         | 1 temporada, 4 programas   | Finalizada |

## Estudios de grabación
Los estudios de grabación de Alba Adriática se encuentran en el municipio madrileño de Moraleja de Enmedio, a 20 km de Madrid, propiedad de Kulteperalia S.L., una sociedad de Miramón Mendi S.L.
Dichos estudios ocupan 7000 m² y están concebidos para atender a cualquier rama del espectáculo: televisión, cine, teatro, música o publicidad.

## Venta de acciones
En junio de 2006, Mediaset adquirió un 10% de la empresa Miramón Mendi. 
Esto significó un gran cambio en la empresa y ésta no parecía que fuera a renovar su contrato con Atresmedia para la grabación de la serie "Aquí no hay quien viva", como finalmente sucedió. 
Esto no significaba necesariamente que la serie fuese a continuar emitiéndose en Mediaset España, ya que la imagen y la marca de la serie pertenecían y pertenecen a Atresmedia. 
Sin embargo el contrato de los actores los vinculaba a la empresa y no a la cadena, lo cual significaba que la continuación de ésta quedaba abierta a cambios, incluso a un final definitivo o la suspensión.
La compra pudo deberse a dos razones: la eliminación de la principal serie de la competencia por parte de Telecinco o la adquisición de una gran parte de una productora independiente.
Finalmente la serie "Aquí no hay quien viva" no fue continuada pero la idea de un grupo de vecinos fue resucitada por Mediaset España en una serie inconexa con la anterior, pero con la idea general idéntica y un reparto muy similar. Su nombre es La que se avecina.